# Otus alius
Mocho-d'orelhas-de-nicobar ou mocho-de-orelhas-das-nicobar (Otus alius) é uma espécie de ave da família Strigidae. Endêmica da Índia, onde pode ser encontrada apenas nas ilhas Nicobar. É considerada pela IUCN como uma espécie deficiente de dados, por não possuir dados suficientes para se propor um estado de conservação adequado.

## Nomenclatura e taxonomia
A espécie foi descrita por Pamela Cecile Rasmussen em 1998 como Otus alius, com base em dois espécimes, um coletado em 1966 e outro em 1977, ambos na Grande Nicobar. Anteriormente à descrição oficial, esta população era tratada como pertencente as espécies Otus sunia ou Otus magicus dependendo do autor.

## Distribuição geográfica e habitat
A espécie é endêmica das ilhas Nicobar, localizadas na baía de Bengala, sendo registrada apenas nas ilhas de Grande Nicobar, onde foram coletados os dois espécimes conhecidos, e Teressa, onde foi feito um registro fotográfico em 2003. Possivelmente ocorra em outras ilhas do grupo.

## Conservação
Otus alius é classificada pela União Internacional para Conservação da Natureza (IUCN) na categoria de dados insuficientes, por não possuir informação suficiente para se propor um estado de conservação adequado. As principais ameaças são desconhecidas, mas o desmatamento para a expansão da agricultura, os projetos de desenvolvimento rodoviários e a expansão dos assentamentos humanos podem ser listados como causas de destruição do habitat e consequentemente ameaça a sobrevivência da espécie. O tsunami de 2004 também pode ter contribuído com a degradação das florestas costeiras.